# 鎌倉八幡神社
鎌倉八幡神社（かまくらはちまんじんじゃ）は、東京都葛飾区の神社。

## 歴史
寛永年間（1624年-1644年）に創建された。相模国鎌倉郡出身の「源右衛門」という人物が当地を開拓し、氏神として鶴岡八幡宮より分霊を勧請したものである。鎌倉という地名もこの故事に由来する。
鎌倉新田（曼荼羅）村の鎮守であり、浄光院が別当寺であった。
鎌倉新田の別名が「曼荼羅」なのは、「南無妙法蓮華経」の題目を刻んだ板碑が当地で出土したことによる。

## 交通アクセス
- 新柴又駅より徒歩7分（経路案内）。